# Scapheremaeus patella
Scapheremaeus patella är en kvalsterart som först beskrevs av Berlese 1886.  Scapheremaeus patella ingår i släktet Scapheremaeus och familjen Cymbaeremaeidae. Inga underarter finns listade i Catalogue of Life.